# Альбази, Амир
Амир Яхья Абдуламир Аль-Бази, более известный как Амир Альбази (араб. امير البازي, родился 27 октября 1993 года) - иракский боец смешанных единоборств, в настоящее время выступающий под эгидой Ultimate Fighting Championship в наилегчайшей весовой категории. Занимает 4 строчку в официальном рейтинге лучших бойцов UFC в наилегчайшем весе.

## Биография
Амир родился в городе Багдад в Ираке. Когда ему было 7 лет, его семья ночью бежала в Сирию, где он впервые встретился со своим отцом. В Сирии семья Аль-Бази прожила полтора года, после чего транзитом через Северный Ирак они прибыли в Швецию. Амиру тогда было восемь лет. Семья Аль-Бази поселилась в Стокгольме в районе Бреденг, 60% которого составляли иммигранты и беженцы. В детстве Амир попадал во множество драк и неприятностей, а в подростковом возрасте присоединился к уличной банде. Его интерес к смешанным боевым искусствам возник в одночасье, когда он однажды посмотрел по телевизору один старых боёв UFC. Будучи впечатлён этим новым видом профессиональных боев, Амир на следующий же день нашел самый дешевый зал ММА и записался в него.
В 2013 году Амир переехал в Лондон, где поступил и окончил Университет Рохэмптона со степенью бакалавра в области спорта и физических упражнений.

## Бойцовская карьера

### Ранняя карьера в MMA
Альбази начал свою профессиональную карьеру в смешанных единоборствах также в 2009 году выступлениями в португальском промоушене World Ultimate Full Contact. Он выиграл первых три поединка в этой организации досрочно в 1-м раунде. Следующие шесть боёв он провёл в различных небольших европейских организациях и довёл свою серию до девяти досрочных побед подряд. Начиная с 2017 года Альбази сменил весовую категорию и стал выступать в наилегчайшем весе. С переходом в новую весовую категорию Амир провёл два успешных поединка в известной американском промоушене Bellator MMA, где сначала он впервые в карьере победил судейским решением Джейми Пауэлла, а затем удушающим приёмом Юри Беженари. Его рекорд достиг значения 11-0. В 2019 году Амир переходит в крупнейшую ближневосточную бойцовскую организацию Brave CF и получает первое и пока единственное в своей карьере поражение, проиграв судейским решением бывшему бойцу UFC американцу Хосе Торресу. В следующем бою Альбази реабилитировался и вновь одержал победу в 1-м раунде, заставив сдаться ирландца Райана Кёртиса. Новому поединку бойца в Brave CF не суждено было состояться. В апреле 2020 года он должен был встретиться с финским бойцом ливанского происхождения Абдулой Хуссейном на турнире Brave CF 37, но из-за пандемии коронавирусной инфекции турнир был отменён. Вместо этого, спустя ровно три месяца Альбази дебютировал в UFC.

### Карьера в UFC
Свой первый поединок в UFC Альбази провёл 18 июля 2020 года на турнире UFC Fight Night: Фигейреду vs. Бенавидес против канадского бойца ямайского происхождения Малкома Гордона, который также проводил свой дебютный бой под эгидой UFC. Не смотря на то, что оба бойца выступали в наилегчайшей весовой категории, бой проходил в легчайшем весе. Дело в том, что Альбази был подписан в UFC и выходил на бой на коротком уведомлении, после того как первоначальный соперник Гордона украинский боец Александр Доскальчук снялся с боя. В дебютном поединке Альбази уверенно одержал досрочную победу в самом конце 1-го раунда, заставив соперника сдаться удушением треугольником.
| Участник       | Рекорд и серия перед боем | Рекорд и серия перед боем | Рекорд и серия перед боем | Рекорд и серия перед боем | KD | STR         | 1R | 2R | 3R | TD  | CTR  | SUB |
| -------------- | ------------------------- | ------------------------- | ------------------------- | ------------------------- | -- | ----------- | -- | -- | -- | --- | ---- | --- |
| Малколм Гордон | DB                        | MMA 12-3                  | UFC 0-0                   | +4                        | 0  | 3/16 (18%)  | 3  | -  | -  | 0/0 | 0:22 | 0   |
| Амир Альбази   | DB                        | MMA 12-1                  | UFC 0-0                   | +1                        | 0  | 12/28 (42%) | 12 | -  | -  | 1/1 | 2:21 | 1   |

Следующий бой Альбази должен был провести 31 октября 2020 года против бразильца Раулиана Паивы (2-2 в UFC) на турнире UFC Fight Night: Холл vs. Силва. Тем не менее, Паива снялся по нераскрытой причине и бой был отменён. Всего через месяц Альбази получил нового соперника в лице Жалгаса Жумагулова (0-1 в UFC), с которым должен был встретиться 28 ноября 2020 года на турнире UFC on ESPN: Смит vs. Кларк. Однако у Жумагулова возникли сложности с получением американской визы и бой был перенесён.
В итоге, бой между Альбази и Жумагуловым был повторно назначен на 23 января 2021 и состоялся на турнире UFC 257. Бой получился близким и прошёл полных три раунда. Амир выглядел неубедительно в начале поединка и отдал первый раунд. Однако. впоследствии он смог изменить бой в свою пользу и выиграть оставшиеся два раунда. В итоге, Альбази был признан победителем единогласным решением судей (29–28, 29–28, 29–28).
| Участник         | Рекорд и серия перед боем | Рекорд и серия перед боем | Рекорд и серия перед боем | Рекорд и серия перед боем | KD | STR          | 1R | 2R | 3R | TD  | CTR  | SUB |
| ---------------- | ------------------------- | ------------------------- | ------------------------- | ------------------------- | -- | ------------ | -- | -- | -- | --- | ---- | --- |
| Амир Альбази     | #15                       | MMA 13-1                  | UFC 1-0                   | +2                        | 0  | 68/169 (40%) | 14 | 31 | 23 | 2/3 | 3:38 | 0   |
| Жалгас Жумагулов | NR                        | MMA 13-4                  | UFC 0-1                   | -1                        | 0  | 59/132 (44%) | 23 | 25 | 11 | 1/3 | 0:27 | 0   |

Следующим соперником Альбази должен был стать американский боец ямайского происхождения Оде Осборн (1-1 в UFC), с которым 17 июля 2021 года был запланирован бой на турнире UFC on ESPN: Махачев vs. Мойзес. По нераскрытым причинам Альбази снялся и бой был отменён.
После этого Альбази почти год находился в простое и не получал боёв. Наконец, Амиру был назначен поединок на турнире UFC on ESPN: Царукян vs. Гамрот, который проходил 25 июня 2022 года. Впервые его соперником должен был стать топовый боец из рейтинга наилегчайшего веса. Таким соперником стал бывший претендент на титул чемпиона UFC в наилегчайшем весе американец Тим Эллиотт (7-11 в UFC, #11 в рейтинге). Однако за 10 дней до турнира Эллиот отказался от участия из-за травм передней крестообразной связки и мениска.
20 августа 2022 года на турнире UFC 278 Альбази встретился с бразильцем Франсисику Фигейреду (2-1 в UFC), родным братом действующего на тот момент чемпиона UFC в наилегчайшем весе Дейвисона Фигейреду. Альбази победил соперника удушающим приёмом в конце 1-го раунда.
| Участник            | Рекорд и серия перед боем | Рекорд и серия перед боем | Рекорд и серия перед боем | Рекорд и серия перед боем | KD | STR         | 1R | 2R | 3R | TD  | CTR  | SUB |
| ------------------- | ------------------------- | ------------------------- | ------------------------- | ------------------------- | -- | ----------- | -- | -- | -- | --- | ---- | --- |
| Амир Альбази        | #12                       | MMA 14-1                  | UFC 2-0                   | +3                        | 0  | 12/18 (66%) | 12 | -  | -  | 2/4 | 2:36 | 1   |
| Франсиску Фигейреду | NR                        | MMA 13-4-1                | UFC 2-1                   | +1                        | 0  | 11/15 (73%) | 11 | -  | -  | 0/0 | 0:00 | 0   |

Очередной боя Альбази был запланирован 17 декабря 2022 года на турнире UFC Fight Night: Каннонье vs. Стрикленд, но вновь столкнулся с заменами соперников. Изначально на этом турнире был запланирован его поединок с Алексом Пересом (6-3 UFC, #6 в рейтинге), но за два месяца до турнира Перес снялся с боя по неизвестной причине и его заменил Брэндон Ройвал (4-2 в UFC, #4 в рейтинге). В свою очередь, за месяц до турнира Ройвал травмировал запястье и также был вынужден отказаться от боя. В конечном итоге, занимая 8-е место в рейтинге наилегчайшей весовой категории Альбази встретился с бразильским дебютантом Алессандру Костой. Альбази победил новичка, отправив его дважды в нокдаун по ходу поединка и окончательно оформив технический нокаут в середине 3-го раунда серией точных ударов в голову с дистанции.
| Участник         | Рекорд и серия перед боем | Рекорд и серия перед боем | Рекорд и серия перед боем | Рекорд и серия перед боем | KD | STR         | 1R | 2R | 3R | TD  | CTR  | SUB |
| ---------------- | ------------------------- | ------------------------- | ------------------------- | ------------------------- | -- | ----------- | -- | -- | -- | --- | ---- | --- |
| Амир Альбази     | #8                        | MMA 15-1                  | UFC 3-0                   | +4                        | 2  | 37/81 (45%) | 9  | 18 | 10 | 1/4 | 5:54 | 0   |
| Алессандру Коста | DB                        | MMA 12-2                  | UFC 0-0                   | +7                        | 0  | 17/71 (23%) | 11 | 1  | 5  | 0/0 | 0:00 | 0   |

3 июня 2023 года Альбази впервые возглавил турнир UFC, которым стал UFC on ESPN 34. В заглавном событии ему оппонировал бывший претендент на титул временного чемпиона UFC в наилегчайшем весе новозеландец Кай Кара-Франс (7-3 в UFC, #3 в рейтинге). Бой продлился все пять раундов. Не смотря на то, что статистически Кара-Франс был лучше и перебил оппонента в каждом из раундов, судьи вынесли спорное раздельное решение в пользу Альбази, который пытался доминировать за счёт борьбы и контроля над соперником в партере (преимущественно во 2-м и 3-м раундах), а также имел возможность закончить бой удушающим приёмом в 3-м раунде (47–48, 48–47, 48–47). Подавляющее большинство ведущих спортивных журналистов из области MMA (19 из 21) по данным сайта mmadecisions.com отдали победу Кара-Франсу, при этом половина респондентов посчитали, что он выиграл четыре раунда из пяти.
| Участник       | Рекорд и серия перед боем | Рекорд и серия перед боем | Рекорд и серия перед боем | Рекорд и серия перед боем | KD | STR          | 1R | 2R | 3R | 4R | 5R | TD  | CTR  | SUB |
| -------------- | ------------------------- | ------------------------- | ------------------------- | ------------------------- | -- | ------------ | -- | -- | -- | -- | -- | --- | ---- | --- |
| Кай Кара-Франс | #3                        | MMA 24-10 (1)             | UFC 7-3                   | -1                        | 0  | 99/283 (34%) | 13 | 16 | 9  | 27 | 34 | 2/2 | 0:58 | 0   |
| Амир Альбази   | #7                        | MMA 16-1                  | UFC 4-0                   | +5                        | 0  | 43/145 (29%) | 6  | 11 | 3  | 5  | 18 | 1/9 | 6:10 | 1   |

## Статистика выступлений в MMA
| Боёв 19  | Побед 17 | Поражений 2 |
| -------- | -------- | ----------- |
| Нокаутом | 5        | 0           |
| Сдачей   | 9        | 0           |
| Решением | 3        | 2           |

| Результат | Рекорд | Соперник            | Способ                 | Турнир                                     | Дата            | Раунд | Время | Место                      | Примечание                                               |
| --------- | ------ | ------------------- | ---------------------- | ------------------------------------------ | --------------- | ----- | ----- | -------------------------- | -------------------------------------------------------- |
| Поражение | 17-2   | Брэндон Морено      | Единогласное решение   | UFC Fight Night: Морено vs. Альбази        | 2 ноября 2024   | 5     | 5:00  | Эдмонтон, Альберта, Канада |                                                          |
| Победа    | 17-1   | Кай Кара-Франс      | Раздельное решение     | UFC on ESPN: Кара-Франс vs. Альбази        | 3 июня 2023     | 5     | 5:00  | Лас-Вегас, Невада, США     |                                                          |
| Победа    | 16-1   | Алессандру Коста    | Технический нокаут     | UFC Fight Night: Каннонье vs. Стрикленд    | 17 декабря 2022 | 3     | 2:13  | Лас-Вегас, Невада, США     |                                                          |
| Победа    | 15-1   | Франсиску Фигейреду | Сдача, удушающий приём | UFC 278                                    | 20 августа 2022 | 1     | 4:34  | Солт-Лейк-Сити, Юта, США   |                                                          |
| Победа    | 14-1   | Жалгас Жумагулов    | Единогласное решение   | UFC 257                                    | 23 января 2021  | 3     | 5:00  | Абу-Даби, ОАЭ              |                                                          |
| Победа    | 13-1   | Малколм Гордон      | Сдача, удушающий приём | UFC Fight Night: Фигейреду vs. Бенавидес 2 | 18 июля 2020    | 1     | 4:42  | Абу-Даби, ОАЭ              | Бой в легчайшем весе                                     |
| Победа    | 12-1   | Райан Кёртис        | Сдача, болевой приём   | Brave CF 29                                | 15 ноября 2019  | 1     | 2:24  | Мадинат-Иса, Бахрейн       |                                                          |
| Поражение | 11-1   | Хосе Торрес         | Единогласное решение   | Brave CF 23                                | 19 апреля 2019  | 3     | 5:00  | Амман, Иордания            |                                                          |
| Победа    | 11-0   | Юри Беженари        | Сдача, удушающий приём | Bellator 200                               | 25 мая 2018     | 1     | 3:21  | Лондон, Англия             |                                                          |
| Победа    | 10-0   | Джейми Пауэлл       | Единогласное решение   | Bellator 179                               | 19 мая 2017     | 3     | 5:00  | Лондон, Англия             | Дебют в наилегчайшем весе                                |
| Победа    | 9-0    | Дино Гамбатеса      | Сдача, болевой приём   | FightStar Championship 8                   | 10 декабря 2016 | 1     | 4:30  | Брентфорд, Англия          | Завоевал титул чемпиона FSC в легчайшем весе             |
| Победа    | 8-0    | Рафал Чеховский     | Сдача, удушающий приём | Scandinavian Fight Nights 1                | 4 июня 2016     | 2     | н/д   | Сольна, Швеция             |                                                          |
| Победа    | 7-0    | Нико Гйока          | Технический нокаут     | Ultimate Challenge MMA 44                  | 5 сентября 2015 | 2     | 2:21  | Лондон, Англия             | Завоевал вакантный титул чемпиона UCMMA в легчайшем весе |
| Победа    | 6-0    | Ондрей Моравец      | Технический нокаут     | Bitva Roku 2015                            | 19 марта 2015   | 1     | 4:34  | Прага, Чехия               |                                                          |
| Победа    | 5-0    | Салих Кулукан       | Сдача, болевой приём   | Ultimate Challenge MMA 41                  | 8 ноября 2014   | 2     | 2:30  | Лондон, Англия             |                                                          |
| Победа    | 4-0    | Элли МакРей         | Сдача, удушающий приём | SFC 3                                      | 10 октября 2010 | 2     | н/д   | Стерлинг, Шотландия        |                                                          |
| Победа    | 3-0    | Багандо Муранда     | Технический нокаут     | World Ultimate Full Contact 16             | 4 сентября 2010 | 1     | 3:00  | Визеу, Португалия          |                                                          |
| Победа    | 2-0    | Андре Батишта       | Технический нокаут     | World Ultimate Full Contact 15             | 22 августа 2009 | 1     | 3:35  | Визеу, Португалия          |                                                          |
| Победа    | 1-0    | Павло Кулиш         | Сдача, удушающий приём | World Ultimate Full Contact 15             | 22 августа 2009 | 1     | 0:59  | Визеу, Португалия          | Дебют в легчайшем весе                                   |